# Pastuchov
Pastuchov je obec v okrese Hlohovec v Trnavském kraji na západním Slovensku.

## Historie
V historických záznamech je obec poprvé zmiňována v roce 1275. Do uzavření Trianonské smlouvy byla obec součástí Uherska, poté byla součástí Československa. V roce 1921 zde žilo 880 obyvatel, z toho 862 Čechoslováků, 1 Němec a 13 Židů.

## Geografie
Obec leží v nadmořské výšce 200 m na ploše 15,235 km2. Žije zde 934 obyvatel.